# Cleora
Cleora és una concentració de població designada pel cens dels Estats Units a l'estat d'Oklahoma. Segons el cens del 2000 tenia 1.113 habitants.

## Demografia
Segons el cens del 2000, Cleora tenia 1.113 habitants, 518 habitatges, i 386 famílies. La densitat de població era de 35,6 habitants per km².
Dels 518 habitatges en un 16,8% hi vivien nens de menys de 18 anys, en un 67,8% hi vivien parelles casades, en un 3,5% dones solteres, i en un 25,3% no eren unitats familiars. En el 21,6% dels habitatges hi vivien persones soles el 12,4% de les quals corresponia a persones de 65 anys o més que vivien soles. El nombre mitjà de persones vivint en cada habitatge era de 2,15 i el nombre mitjà de persones que vivien en cada família era de 2,44.
Per edats la població es repartia de la següent manera: un 14,7% tenia menys de 18 anys, un 4,3% entre 18 i 24, un 16,3% entre 25 i 44, un 38,1% de 45 a 60 i un 26,6% 65 anys o més.
L'edat mediana era de 54 anys. Per cada 100 dones de 18 o més anys hi havia 93,7 homes.
La renda mediana per habitatge era de 35.368 $ i la renda mediana per família de 42.411 $. Els homes tenien una renda mediana de 37.411 $ mentre que les dones 26.184 $. La renda per capita de la població era de 29.245 $. Entorn del 8% de les famílies i el 9% de la població estaven per davall del llindar de pobresa.

## Poblacions més properes
El següent diagrama mostra les poblacions més properes.